# Projecte Perseus
El Projecte Perseus en anglès: Perseus Project, és un projecte de biblioteca digital de la Universitat Tufts que reuneix una col·lecció digital de fonts de les Humanitats, presentada pel Departament de Clàssiques. L'editor principal del projecte des de la seva fundació és Gregory Crane, catedràtic de la mencionada universitat.
El projecte va néixer el 1987 amb la intenció de reunir i oferir materials per a l'estudi de l'antiga Grècia. Se n'han publicat dos CD-ROM i el denominat «Perseus Project Library» està disponible en Internet des de 1995. El projecte ha superat l'objectiu per al qual va ser creat. Les col·leccions actuals abasten els clàssics de Grècia i Roma, el Renaixement anglès, els documents d'Edwin Bollis i la història de la Universitat Tufts, a més a més d'eines auxiliars com a diccionaris i enciclopèdies.
El Projecte és partidari de l'open-source i publica els textos que són en domini públic en format XML disponible per a la seva descàrrega.